# 보스코 미니치
보스코 미니치(영어: Boško Minić, 1966년 10월 24일 ~ )는 세르비아 출신의 축구 선수이다.
1995년 전남 드래곤즈에 입단하여 1995 시즌 한 시즌 동안 활약하였다. K리그에서 등록명은 미니치를 사용하였다.